# Supercoupe de Djibouti de football
La Supercoupe de Djibouti de football est une compétition de football opposant le champion de Djibouti au vainqueur de la coupe de Djibouti.

## Palmarès
| Année | Vainqueur                          | Résultat    | Finaliste                        |
| ----- | ---------------------------------- | ----------- | -------------------------------- |
| 1989  | AS Port                            | 4-2 4-3 tab | CDE                              |
| 2002  | Association Sportive Boreh         | 2-2 4-3 tab | Total                            |
| 2003  | Gendarmerie Nationale              | 2-2 4-3 tab | Association Sportive Boreh       |
| 2005  | Poste de Djibouti                  | 4-0         | Chemin de Fer Djibouto-Éthiopien |
| 2006  | FC Société Immobilière de Djibouti | 4-0         | AS Ali Sabieh                    |
| 2007  | SID                                | 2-0         | CDE/Colas                        |
| 2009  | Guelleh Batal GR                   | 1-1 4-2 tab | AS Ali Sabieh Djibouti Telecom   |
| 2011  | AS Ali Sabieh Djibouti Telecom     | 3-0         | AS Port                          |
| 2012  | Guelleh Batal / Garde Républicaine | 2-1         | AS Port                          |
| 2013  | AS Port                            | 0-0 5-4 tab | AS Ali Sabieh Djibouti Telecom   |
| 2014  | AS Ali Sabieh Djibouti Telecom     | 3-0         | AS Tadjourah                     |
| 2016  | AS Ali Sabieh Djibouti Telecom     | 6-2         | FC Dikhil                        |